# Stanley Baxter
Stanley Baxter (* 24. května 1926 Glasgow) je skotský herec. Po dobu tří let působil v glasgowském divadle Citizens Theatre. Později hrál v dalších divadlech. V roce 1959 odešel do Londýna, kde se věnoval práci v televizi. Nadále se věnoval hraní v divadle. V šedesátých letech měl vlastní pořad na rozhlasové stanici BBC Radio Scotland. V letech 1963 až 1971 měl na televizní stanici BBC One vlastní pořad The Stanley Baxter Show. V letech 1972 až 1975 moderoval The Stanley Baxter Picture Show na ITV.